# لوفكين
لوفكين (بالإنجليزية: Lufkin, Texas)‏ هي مدينة تقع بولاية تكساس في شمال شرق الولايات المتحدة. تبلغ مساحة هذه المدينة 87.2 (كم²)، وترتفع عن سطح البحر 95 م، بلغ عدد سكانها 35067 نسمة في عام 2010 حسب إحصاء مكتب تعداد الولايات المتحدة وتصل الكثافة السكانية فيها 405.7 نسمة/كم2.

## التركيبة السكانية
حدّد مكتب تعداد الولايات المتحدة بيانات التركيبة السكانية للوفكين في تعداد الولايات المتحدة. في ما يلي، التركيبة السكانية حسب تعدادي 2000 و2010.

### تعداد عام 2000
بلغ عدد سكان لوفكين 32,709 نسمة بحسب تعداد عام 2000، وبلغ عدد الأسر 12,247 أسرة وعدد العائلات 8,361 عائلة مقيمة في المدينة. في حين سجلت الكثافة السكانية 366.3 نسمة لكل كيلومتر مربع (948.7/ميل2). وبلغ عدد الوحدات السكنية 13,402 وحدة بمتوسط كثافة قدره 150.1 لكل كيلومتر مربع (388.8/ميل2).
وتوزع التركيب العرقي للمدينة بنسبة 59.92% من البيض و26.58% من الأمريكيين الأفارقة و0.26% من الأمريكيين الأصليين و1.38% من الأمريكيين ذوي الأصول الآسيوية و0.02% من سكان جزر المحيط الهادئ و10.31% من الأعراق الأخرى و1.54% من عرقين مختلطين أو أكثر و17.59% من الهسبانيون أو اللاتينيون من أي عرق.
بلغ عدد الأسر 12,247 أسرة كانت نسبة 37.6% منها لديها أطفال تحت سن الثامنة عشر تعيش معهم، وبلغت نسبة الأزواج القاطنين مع بعضهم البعض 49.4% من أصل المجموع الكلي للأسر، ونسبة 14.7% من الأسر كان لديها معيلات من الإناث دون وجود شريك،  بينما كانت نسبة 4.1% من الأسر لديها معيلون من الذكور دون وجود شريكة وكانت نسبة 31.7% من غير العائلات. تألفت نسبة 27.9% من أصل جميع الأسر من عدة أفراد يعيشون في نفس المنزل ونسبة 11.9% كانت تتألف من شخص يعيش بمفرده يبلغ من العمر 65 عاماً أو أكثر. وبلغ متوسط حجم الأسرة المعيشية 2.58، أما متوسط حجم العائلات فبلغ 3.17.
بلغ العمر الوسطي للسكان 34.0 عاماً. وكانت نسبة 26.9% من القاطنين تحت سن الثامنة عشر، وكانت نسبة 10.1% بين الثامنة عشر والرابعة والعشرين عاماً، ونسبة 26.7% كانت واقعةً في الفئة العمرية ما بين الخامسة والعشرين والرابعة والأربعين عاماً، ونسبة 19.6% كانت ما بين الخامسة والأربعين والرابعة والستين، ونسبة 13.3% كانت ضمن فئة الخامسة والستين عاماً فما فوق. يوجد لكل 100 أنثى 89.5 ذكر، ويوجد لكل 100 أنثى في الثامنة عشر من عمرها فما فوق 85.2 ذكر.
بلغ متوسط دخل الأسرة في المدينة 32,989 دولارًا، أما متوسط دخل العائلة فبلغ 40,591 دولارًا. وكان متوسط دخل الذكور 30,922 دولارًا مقابل 20,008 دولارًا للإناث. وسجل دخل الفرد الخاص بالمدينة 17,613 دولارًا. وكانت نسبة 15% من العائلات ونسبة 18.8% من السكان تحت خط الفقر، وكان من هؤلاء نسبة 26.6% تحت سن الثامنة عشر ونسبة 12.6% في الخامسة والستين من العمر وما فوق.

### تعداد عام 2010
بلغ عدد سكان لوفكين 35,067 نسمة بحسب تعداد عام 2010، وبلغ عدد الأسر 12,928 أسرة وعدد العائلات 8,717 عائلة مقيمة في المدينة. في حين سجلت الكثافة السكانية 392.7 نسمة لكل كيلومتر مربع (1,017.1/ميل2). وبلغ عدد الوحدات السكنية 14,183 وحدة بمتوسط كثافة قدره 158.8 لكل كيلومتر مربع (411.3/ميل2).
وتوزع التركيب العرقي للمدينة بنسبة 56.71% من البيض و27.38% من الأمريكيين الأفارقة و0.46% من الأمريكيين الأصليين و1.65% من الأمريكيين ذوي الأصول الآسيوية و0.02% من سكان جزر المحيط الهادئ و11.58% من الأعراق الأخرى و2.18% من عرقين مختلطين أو أكثر و24.14% من الهسبانيون أو اللاتينيون من أي عرق.
بلغ عدد الأسر 12,928 أسرة كانت نسبة 36.8% منها لديها أطفال تحت سن الثامنة عشر تعيش معهم، وبلغت نسبة الأزواج القاطنين مع بعضهم البعض 44.2% من أصل المجموع الكلي للأسر، ونسبة 18.6% من الأسر كان لديها معيلات من الإناث دون وجود شريك،  بينما كانت نسبة 4.6% من الأسر لديها معيلون من الذكور دون وجود شريكة وكانت نسبة 32.6% من غير العائلات. تألفت نسبة 27.8% من أصل جميع الأسر من عدة أفراد يعيشون في نفس المنزل ونسبة 10.6% كانت تتألف من شخص يعيش بمفرده يبلغ من العمر 65 عاماً أو أكثر. وبلغ متوسط حجم الأسرة المعيشية 2.62، أما متوسط حجم العائلات فبلغ 3.21.
بلغ العمر الوسطي للسكان 34.0 عاماً. وكانت نسبة 26.9% من القاطنين تحت سن الثامنة عشر، وكانت نسبة 10.6% بين الثامنة عشر والرابعة والعشرين عاماً، ونسبة 25.3% كانت واقعةً في الفئة العمرية ما بين الخامسة والعشرين والرابعة والأربعين عاماً، ونسبة 22.8% كانت ما بين الخامسة والأربعين والرابعة والستين، ونسبة 14.4% كانت ضمن فئة الخامسة والستين عاماً فما فوق. وتوزع التركيب الجنسي للسكان بنسبة 47.1% ذكور و52.9% إناث.

## أعلام
- سوزي سبنسر
- تيرينس كيل
- فريد رينولدز
- إيفرت ليتل
- جاكوبي شيبرد
- تشارلز ويلسون

## وصلات خارجية
- cityoflufkin.com
- The US50 - Cities and Towns in Texas State